# Macrothele monocirculata
Macrothele monocirculata is een spinnensoort uit de familie Macrothelidae. De soort komt voor in China.